# Mélisey (Haute-Saône)
Mélisey é uma comuna francesa na região administrativa de Borgonha-Franco-Condado, no departamento de Alto Sona. Estende-se por uma área de 20,67 km². Em 2010 a comuna tinha 1 699 habitantes (densidade: 82,2 hab./km²).